# Accident of Birth
Accident of Birth – czwarta solowa płyta Bruce’a Dickinsona, wydana w 1997.
Według danych z kwietnia 2002 album sprzedał się w nakładzie 44 474 egzemplarzy na terenie Stanów Zjednoczonych.

## Lista utworów
1. "Freak" (Dickinson, Roy Z.)  – 4:15
2. "Toltec 7 Arrival" (Dickinson, Roy Z.)   – 0:37
3. "Starchildren" (Dickinson, Roy Z.)   – 4:17
4. "Taking the Queen" (Dickinson, Roy Z.)   – 4:49
5. "Darkside of Aquarius" (Dickinson, Roy Z.)   – 6:42
6. "Road to Hell" (Dickinson, Smith)   – 3:57
7. "Man of Sorrows" (Dickinson)   – 5:20
8. "Accident of Birth" (Dickinson, Roy Z.)   – 4:23
9. "The Magician" (Dickinson, Roy Z.)   – 3:54
10. "Welcome to the Pit" (Dickinson, Smith)   – 4:43
11. "Omega" (Dickinson, Roy Z.)   – 6:23
12. "Arc of Space" (Dickinson, Roy Z.)   – 4:18

## Twórcy albumu
- Bruce Dickinson – wokal, projekt, teksty, gitara, fotograf
- Adrian Smith – gitara
- Richard Baker – pianino
- Joe Floyd – inżynier, miksowanie
- Roy Z – gitara, pianino, producent
- Dave Ingraham – perkusja
- Eddie Casillas – gitara basowa
- Paul Cox – fotograf